# Glinki (powiat pucki)
Glinki (kaszb. Glinczi, niem. Glinke) – osada kaszubska w Polsce położona w województwie pomorskim, w powiecie puckim, w gminie Krokowa.
Osada jest częścią składową sołectwa Jeldzino.
W latach 1975–1998 miejscowość administracyjnie należała do województwa gdańskiego.